# Rue Carreterie
Die Rue Carreterie ist eine Straße in Avignon im Département Vaucluse in Frankreich.

## Geschichte
Der erste belegte Name dieser Straße stammt aus dem 14. Jahrhundert und lautete carreiria Cadrigerariorum (die „Fuhrmannsstraße“). Sie war eine der wichtigsten Verkehrsstraßen der Innenstadt und die einzige, die von einem der Stadttore direkt zum Papstpalast führte. 1392 wurde sie als Carrieria magna vocatur la Carataria bezeichnet.
Das umliegende Straßenviertel wurde von der 1364 fertiggestellten Stadtmauer Saint-Lazare geschützt, für deren Bau die Einwohner 1000 Gulden zur Verfügung gestellt hatten. Beunruhigt von möglichen Angriffen der Hugenotten, finanzierte die Bevölkerung 1568 den Bau eines Ravelins, um den Zugang vom Tor Saint-Lazare besser zu schützen. Dieses wurde zwischen 1604 und 1621 neu instand gesetzt.

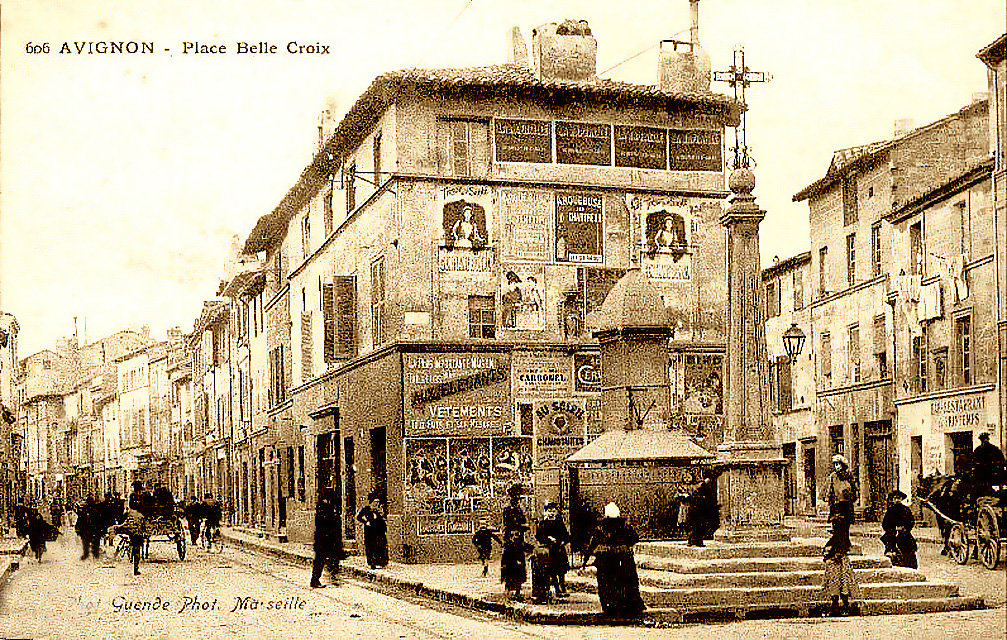
Place de la Belle Croix

Im Laufe des 15. Jahrhunderts tauchte in der Papststadt eine architektonische Neuerung auf, die sich Croix de carrefour oder „croix couvertes“ nannte. Dabei handelt es sich um ein Heiligenkreuz, das von einem mit Pfeilern gestützten Gewölbe überdacht wird. Avignon besaß sieben dieser „Belles Croix“, von denen das in der Rue Carreterie am schönsten gewesen sein soll. Das Denkmal befand sich 1426 nachweislich an der Kreuzung zur Rue des Infirmières. Es wurde 1597 auf Kosten der Bruderschaft der Notre-Dame-de-la-Major mit Stein aus Embrun neu rekonstruiert und 1792 zerstört. Eine andere Besonderheit der Straße stellten die zahlreichen „maisons à auvents“ (Häuser mit Vordächern) dar. Nach Erlässen des Stadtrates Mitte des 16. Jahrhunderts wurden diese jedoch wieder abgerissen.

## Denkmäler
Zu den wichtigsten Gebäuden der Straße gehören unter anderem das Geburtshaus von Henri Bosco (Nr. 3) und der zwischen 1372 und 1377 erbaute Glockenturm der Augustinerkirche. Die gotische Eingangspforte des alten Karmeliterklosters stammt aus dem 15. Jahrhundert. In der Straße befinden sich auch ein altes Gasthaus und das Geburtshaus des Patrioten Lescuyer, der am 16. Oktober 1791 von Papisten ermordet wurde, was zur Auslösung des Massacre de la Glacière führte. Die alte Kapelle der Pénitents Rouges wurde 1700 gegründet. 1745 legten Ärzte der medizinischen Fakultät am heutigen square Agricol Perdiguier einen Heilkräutergarten an, der während der Französischen Revolution durch einen „Pflanzengarten“ ersetzt wurde.

## Galerie

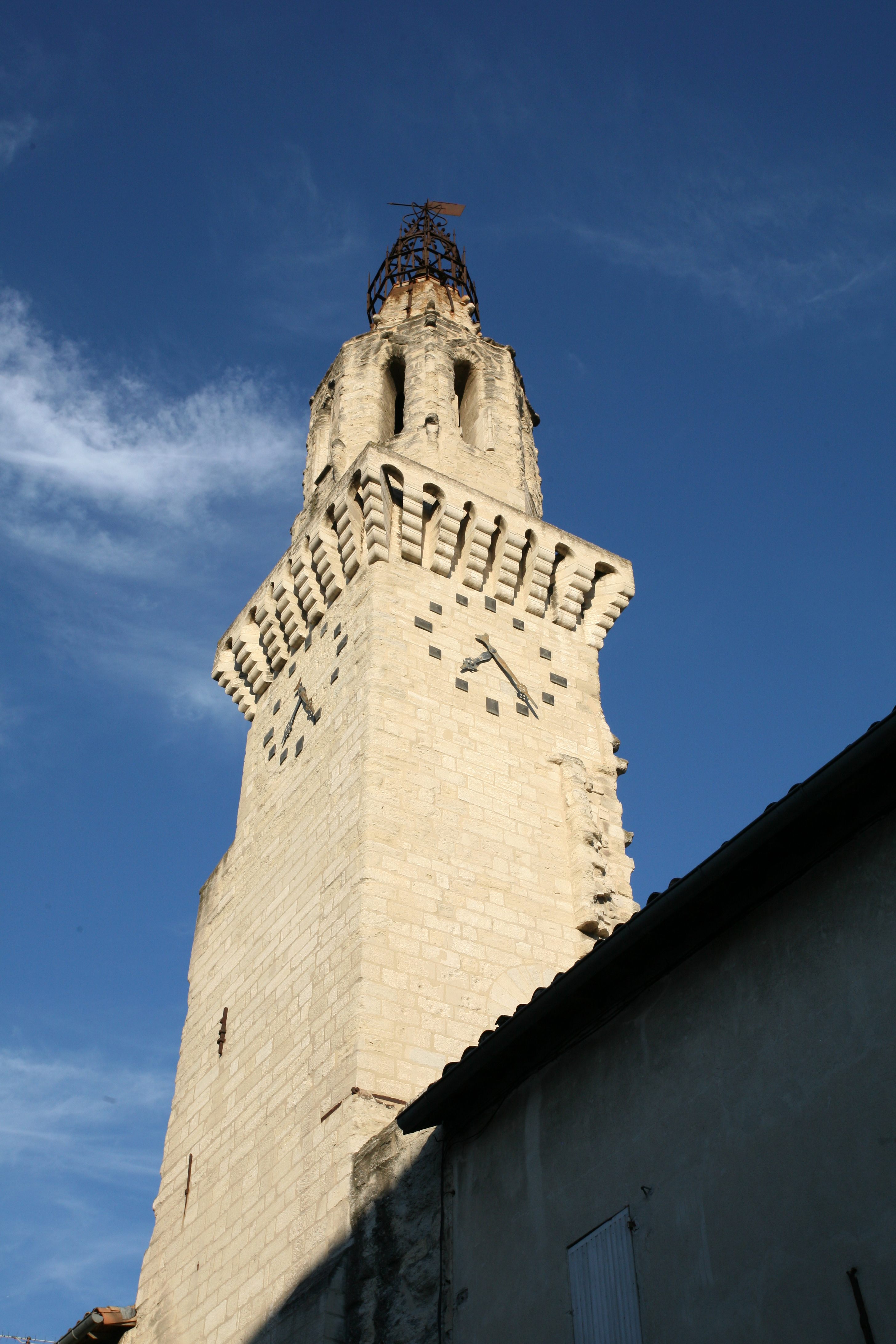
Schiefer Glockenturm des Augustinerklosters
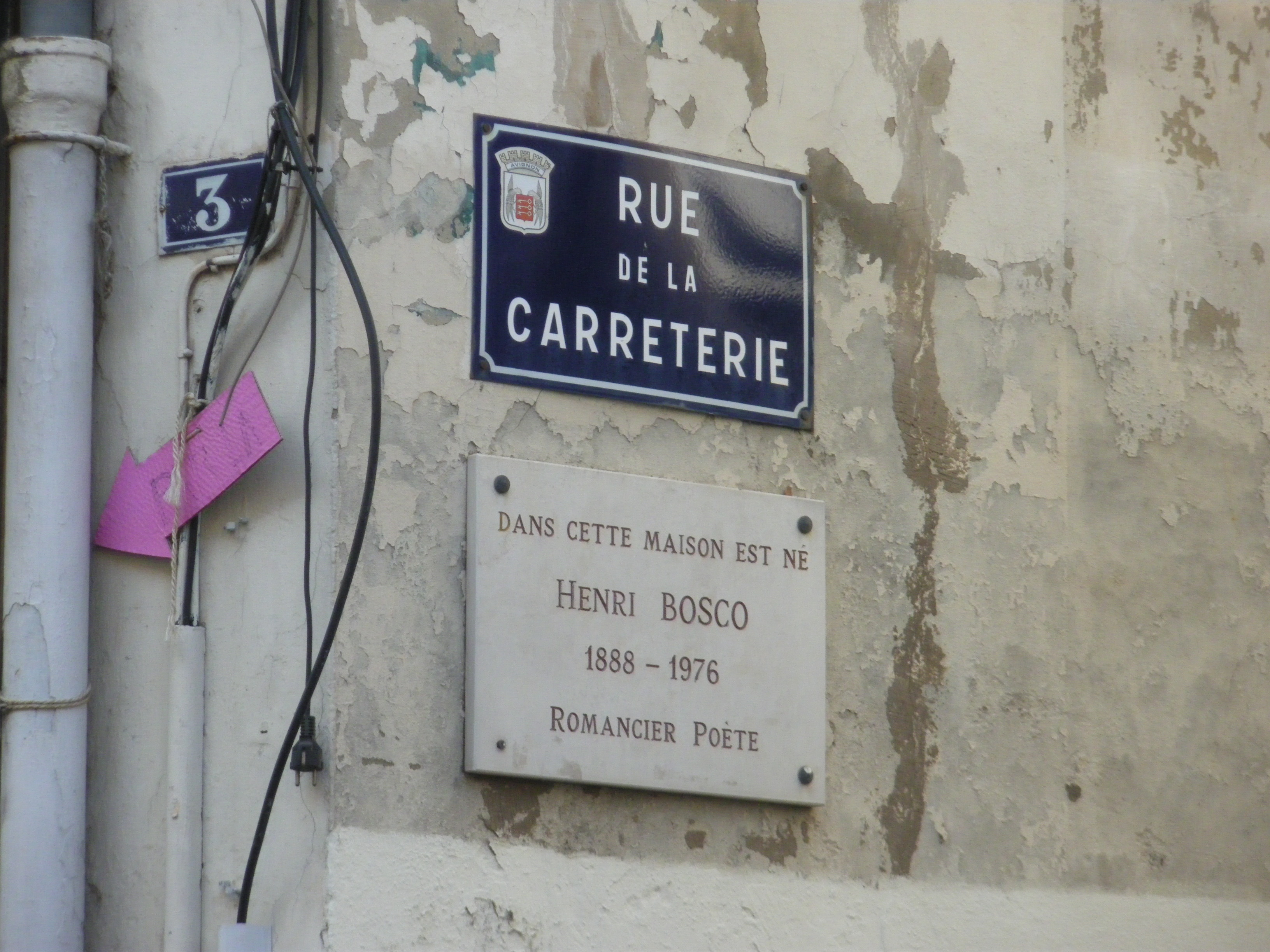
Plakette am Geburtshaus von Henri Bosco
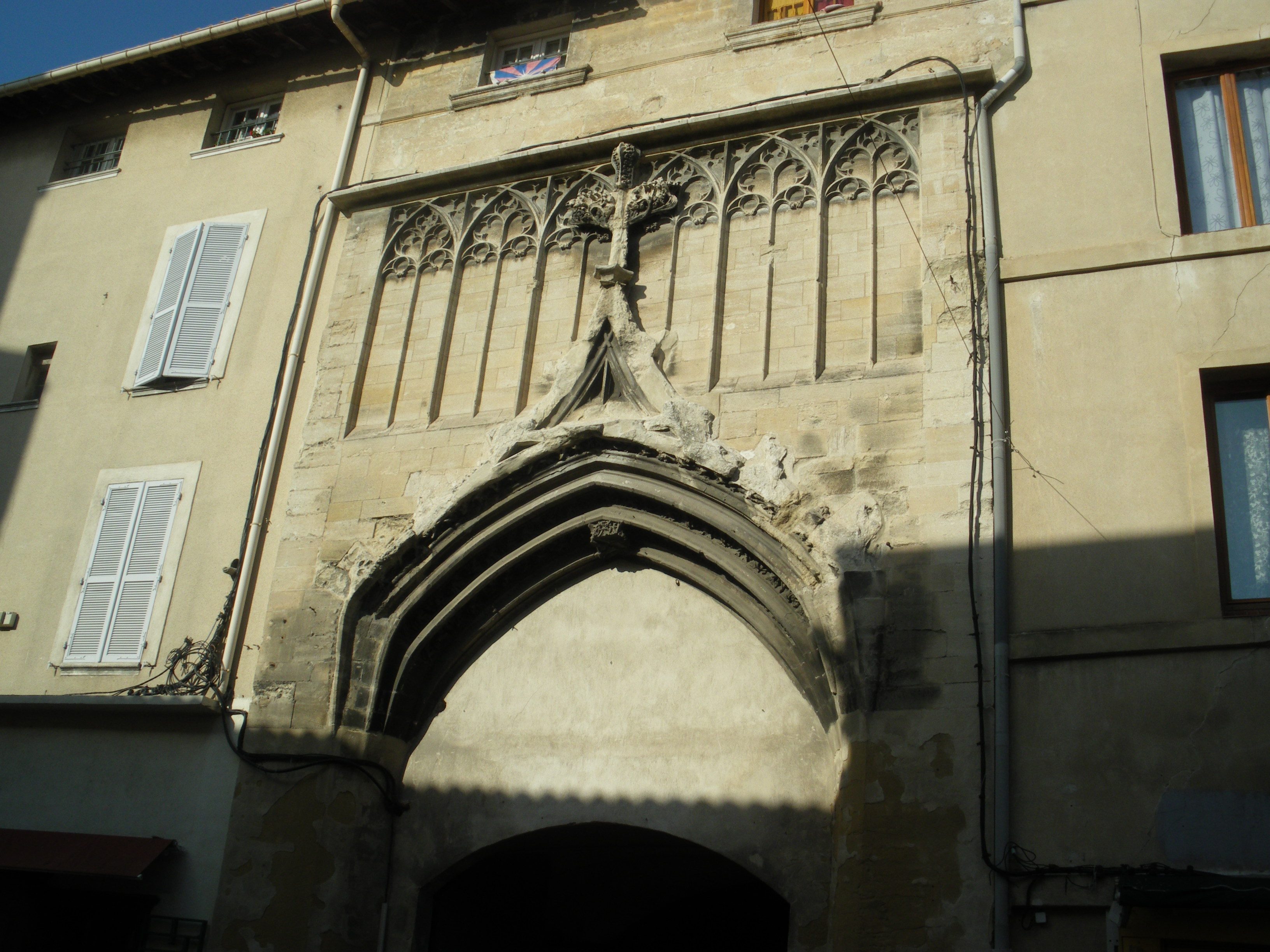
Gotische Fassade des ehemaligen Karmelitenklosters